# Kongres Narodowy (Brazylia)

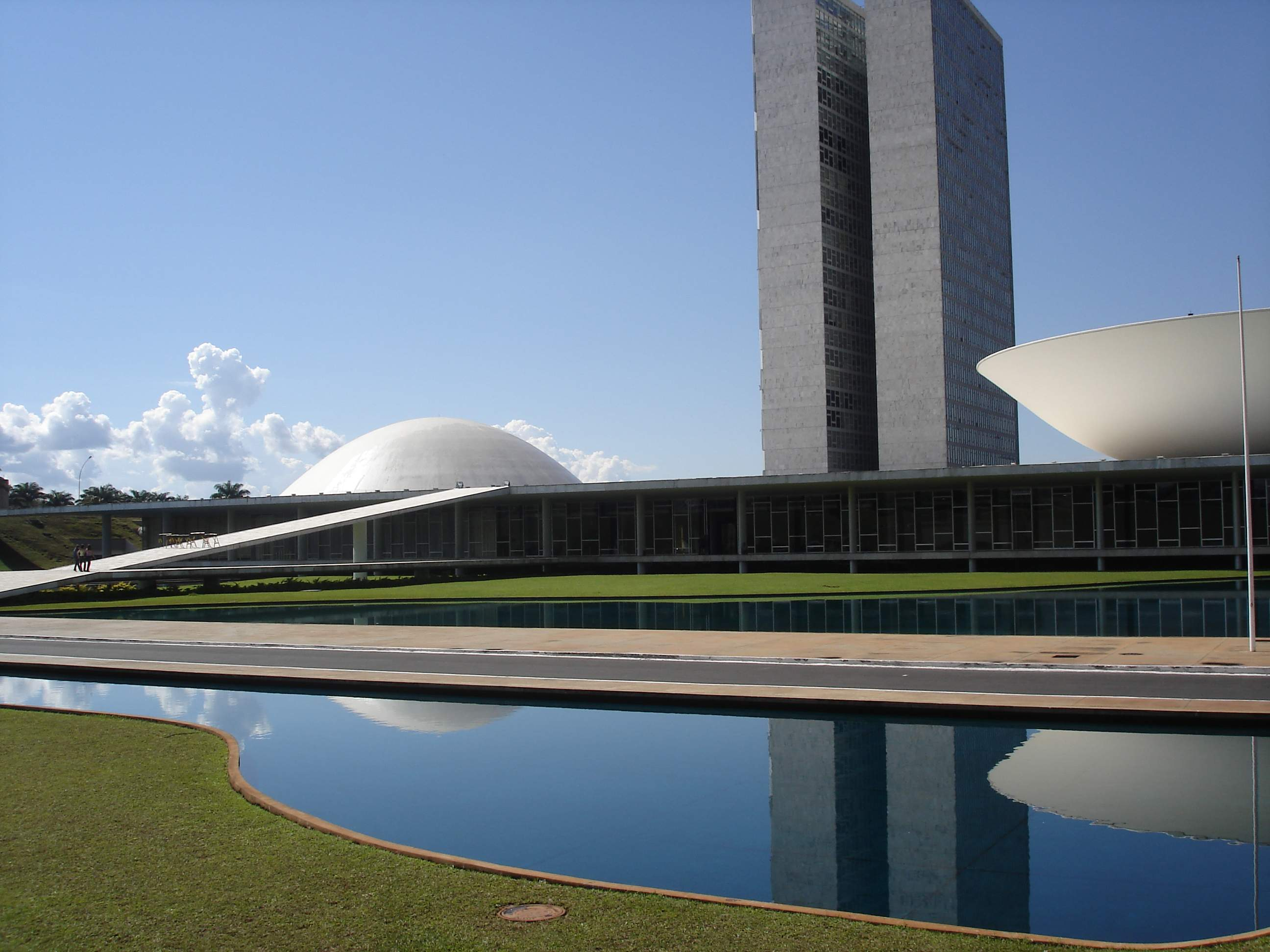
Budynek parlamentu

Kongres Narodowy jest to dwuizbowy parlament Brazylii dzielący się na dwie izby którymi są:
- Senat (wyższa izba) składający się z 81 senatorów. Członkowie Senatu są wybierani po trzech, z dystryktu federalnego oraz z każdego stanu. Kadencja senatora trwa 8 lat.

- Izba Deputowanych (niższa izba) składająca się z 513 parlamentarzystów wybieranych na 4 letnią kadencję. Posłowie wybierani są w wyborach ogólnych oraz poprzez proporcjonalną większość głosów. Liczba posłów jakie mogą wysłać brazylijskie stany zależy od liczby populacji. Największy pod względem ludności stan wysyła 70 posłów natomiast najmniejszy pod tym względem 8.

Obie izby mieszczą się w budynku parlamentu który się mieści w centrum Brasilii. Obecnie ponad 15 partii politycznych jest reprezentowanych w Kongresie, przez co regularne są zmiany klubów parlamentarnych przez urzędujących posłów.

## Budynek parlamentu
Od lat 60 XX wieku budynek parlamentu mieści się w Brasilii. Budynek parlamentu został zaprojektowany przez Oscara Niemeyera co rozpoczęło budowę modernistycznej architektury w Brazylii.